# Lino Troisi
Pour les articles homonymes, voir Troisi.
Lino Troisi, né le 4 mai 1932 à Maddaloni en Italie et mort le 4 mai 1998 à Rome, est un acteur et doubleur italien.

## Biographie
Né en 1932, il commence à travailler pour le cinéma dans les années 1960.
Il travaille ensuite avec Giuseppe Ferrara dans le film Cent Jours à Palerme en 1984, où il a tenu le rôle de Pio La Torre. Il collabore ensuite avec Giuseppe Tornatore dans Il camorrista de 1986. Il a travaillé pendant de nombreuses années au doublage de la série télévisée Kojak, devenant la voix italienne officielle du personnage principal. Il meurt de maladie à Rome en 1996, le jour de son 66e anniversaire.

## Filmographie partielle

### Au cinéma
- 1961 : Giorno per giorno disperatamente (it) d'Alfredo Giannetti
- 1973 : Les Grands Fusils (Tony Arzenta) de Duccio Tessari
- 1974 : La Grande Bourgeoise (Fatti di gente perbène) de Mauro Bolognini
- 1975 : Le Parfum du diable (La Città gioca d'azzardo) de Sergio Martino
- 1981 : Fleur de vice (Miele di donna) de Gianfranco Angelucci (de)
- 1981 : Ricomincio da tre de Massimo Troisi
- 1984 : Cent Jours à Palerme (Cento giorni a Palermo) de Giuseppe Ferrara
- 1986 : Le Maître de la camorra (Il camorrista) de Giuseppe Tornatore

### À la télévision
- 1982 : Le inchieste del commissario Maigret, épisode Il cadavere scomparso      *1967 : I promessi sposi

### Feuilletons doublés
- Tom Bosley dans la série Happy Days
- Telly Savalas dans la série Kojak
- Jim Davis dans la soap opera Dallas